# Lepidomela africana
Lepidomela africana är en skalbaggsart som beskrevs av Brenske 1892. Lepidomela africana ingår i släktet Lepidomela och familjen Melolonthidae. Inga underarter finns listade i Catalogue of Life.